# Pallavolo Padova 2014-2015
Questa voce raccoglie le informazioni riguardanti la Pallavolo Padova nelle competizioni ufficiali della stagione 2014-2015.

## Stagione
La stagione 2014-15 è per la Pallavolo Padova, sponsorizzata dalla Tonazzo, è la dodicesima in Superlega: la squadra partecipa alla massima divisione del campionato italiano grazie alla vittoria della Serie A2 2013-14. Viene confermato sia l'allenatore, Valerio Baldovin, che buona parte della rosa autrice della promozione: le uniche novità infatti riguardano le cessioni di Nicolò Casaro, Michele Groppi, Alessandro Paoli e gli acquisti di Antwain Aguillard, Luca Beccaro, Sebastiano Milan e Gonzalo Quiroga; tra le conferme quelle di Stefano Giannotti, Andrea Mattei, Santiago Orduna, Mattia Rosso, Marco Volpato e Fabio Balaso.
Il campionato si apre con quattro sconfitte consecutive: la prima vittoria arriva alla quinta giornata, in casa, per 3-1, contro la Pallavolo Molfetta; nelle restanti sette partite del girone di andata il club di Padova riesce a vincere solo un'altra volta, all'undicesima giornata, per 3-2, ai danni della Pallavolo Piacenza, chiudendo al decimo posto, non utile per qualificarsi alla Coppa Italia. Nel girone di ritorno i veneti ritornano al successo solamente alla diciannovesima giornata contro la Pallavolo Città di Castello, ripetendosi poi anche nella giornata successiva con il Powervolley Milano: dopo due sconfitte di fila, vince la gara contro la Pallavolo Piacenza, per poi concludere la regular season con due insuccessi, finendo all'undicesimo posto in classifica, fuori dalla zona dei play-off scudetto.

## Organigramma societario
Area direttiva
- Presidente: Fabio Cremonese
- Vicepresidente: Igino Negro
- Segreteria generale: Stefania Bottaro
- Segreteria esecutiva: Samuela Schiavon
- Amministrazione: Marzia Paladin
- Consigliere: Mauro Bergamaschi, Gianni Burgo, Stefano Tonazzo, Gabriele Graziani, Cristiano Rampin

Area organizzativa
- Team manager: Sandro Camporese
- Direttore sportivo: Stefano Santuz
- Addetto agli arbitri: Mario Rengruber
- Responsabile palasport: Stefano Santuz, Alessandro La Torre

Area tecnica
- Allenatore: Valerio Baldovin
- Allenatore in seconda: Nicola Baldon
- Scout man: Alberto Salmaso
- Responsabile settore giovanile: Giorgio Baldin
- Responsabile tecnico settore giovanile: Valerio Baldovin
- Coordinatore settore giovanile: Monica Mezzalira

Area comunicazione
- Ufficio stampa: Alberto Sanavia
- Speaker: Gianluca Garghella
- Fotografo: Alessandra Lazzarotto

Area marketing
- Ufficio marketing: Marco Gianesello

Area sanitaria
- Medico: Paola Pavan
- Preparatore atletico: Davide Grigoletto
- Fisioterapista: Mirko Pianta, Andrea Giacomelli
- Psicologo: Pietro Visentini
- Ortopedico: Davide Tietto
- Osteopata: Mirko Pianta

## Rosa
| N° | Nome              | Ruolo | Data di nascita   | Nazionalità sportiva |
| -- | ----------------- | ----- | ----------------- | -------------------- |
| 3  | Andrea Mattei     | C     | 23 luglio 1993    | Italia               |
| 4  | Marco Vianello    | S     | 22 settembre 1995 | Italia               |
| 5  | Santiago Orduna   | P     | 31 agosto 1983    | Italia               |
| 6  | Stefano Giannotti | S/O   | 15 maggio 1989    | Italia               |
| 7  | Fabio Balaso      | L     | 20 ottobre 1995   | Italia               |
| 8  | Stefano Gozzo     | S/O   | 24 ottobre 1994   | Italia               |
| 9  | Mattia Rosso      | S     | 28 maggio 1985    | Italia               |
| 10 | Marco Volpato     | C     | 2 maggio 1990     | Italia               |
| 11 | Andrea Garghella  | S     | 20 settembre 1982 | Italia               |
| 12 | Antwain Aguillard | C     | 22 agosto 1989    | Stati Uniti          |
| 13 | Sebastiano Milan  | S/O   | 6 aprile 1995     | Italia               |
| 14 | Luca Beccaro      | P     | 25 gennaio 1988   | Italia               |
| 18 | Gonzalo Quiroga   | S     | 25 febbraio 1993  | Argentina            |

## Mercato
| Acquisti | Acquisti          | Acquisti       | Acquisti      |
| R.       | Nome              | da             | Modalità      |
| -------- | ----------------- | -------------- | ------------- |
| C        | Antwain Aguillard | ETTA           | definitivo    |
| P        | Luca Beccaro      | Argos          | definitivo    |
| S        | Sebastiano Milan  | Club Italia    | definitivo    |
| S        | Gonzalo Quiroga   | UC Los Angeles | definitivo    |
| S        | Filippo Vedovotto | Narbonne       | fine prestito |

| Cessioni | Cessioni          | Cessioni         | Cessioni   |
| R.       | Nome              | a                | Modalità   |
| -------- | ----------------- | ---------------- | ---------- |
| S/O      | Nicolò Casaro     | Motta            | definitivo |
| P        | Michele Groppi    | Libertas Brianza | definitivo |
| C        | Alessandro Paoli  | Callipo          | definitivo |
| S        | Filippo Vedovotto | Callipo          | definitivo |

## Risultati

### Superlega

#### Girone di andata
| 1ª giornata - 19 ottobre 2014 PalaTrento, Trento                   | Trentino          | 3 - 0 | Padova             | 25-19, 25-15, 25-13               |
| 2ª giornata - 26 ottobre 2014 PalaFabris, Padova                   | Padova            | 0 - 3 | Modena             | 15-25, 22-25, 20-25               |
| 3ª giornata - 29 ottobre 2014 PalaFontescodella, Macerata          | Lube              | 3 - 0 | Padova             | 25-15, 25-18, 25-22               |
| 4ª giornata - 2 novembre 2014 PalaFabris, Padova                   | Padova            | 0 - 3 | Sir Safety Perugia | 21-25, 23-25, 20-25               |
| 5ª giornata - 9 novembre 2014 PalaFabris, Padova                   | Padova            | 3 - 1 | Molfetta           | 22-25, 25-23, 25-19, 25-16        |
| 6ª giornata - 16 novembre 2014 Palazzetto dello Sport, Sansepolcro | Città di Castello | 3 - 2 | Padova             | 25-22, 18-25, 16-25, 25-22, 15-12 |
| 7ª giornata - 23 novembre 2014 PalaFabris, Padova                  | Padova            | 2 - 3 | Powervolley Milano | 25-23, 25-21, 28-30, 27-29, 11-15 |
| 8ª giornata - 30 novembre 2014 PalaOlimpia, Verona                 | BluVolley Verona  | 3 - 1 | Padova             | 26-28, 25-21, 25-22, 25-21        |
| 9ª giornata - 7 dicembre 2014 PalaFabris, Padova                   | Padova            | 1 - 3 | Porto Robur Costa  | 23-25, 25-20, 23-25, 18-25        |
| 11ª giornata - 21 dicembre 2014 PalaFabris, Padova                 | Padova            | 3 - 2 | Piacenza           | 25-21, 25-23, 22-25, 17-25, 16-14 |
| 12ª giornata - 26 dicembre 2014 PalaBianchini, Latina              | Top Volley Latina | 3 - 1 | Padova             | 25-15, 18-25, 25-21, 26-24        |
| 13ª giornata - 29 dicembre 2014 PalaFabris, Padova                 | Padova            | 1 - 3 | Milano             | 20-25, 25-22, 25-27, 18-25        |

#### Girone di ritorno
| 14ª giornata - 3 gennaio 2015 PalaFabris, Padova           | Padova             | 0 - 3 | Trentino          | 21-25, 23-25, 19-25               |
| 15ª giornata - 17 gennaio 2015 PalaPanini, Modena          | Modena             | 3 - 0 | Padova            | 30-28, 29-27, 25-21               |
| 16ª giornata - 25 gennaio 2015 PalaFabris, Padova          | Padova             | 1 - 3 | Lube              | 26-24, 20-25, 20-25, 22-25        |
| 17ª giornata - 1º febbraio 2015 PalaEvangelisti, Perugia   | Sir Safety Perugia | 3 - 0 | Padova            | 25-19, 25-21, 25-21               |
| 18ª giornata - 8 febbraio 2015 PalaPoli, Molfetta          | Molfetta           | 3 - 1 | Padova            | 28-26, 26-24, 20-25, 25-22        |
| 19ª giornata - 15 febbraio 2015 PalaFabris, Padova         | Padova             | 3 - 0 | Città di Castello | 25-16, 25-23, 25-23               |
| 20ª giornata - 23 febbraio 2015 PalaDesio, Milano          | Powervolley Milano | 2 - 3 | Padova            | 22-25, 25-21, 25-19, 27-29, 12-15 |
| 21ª giornata - 1º marzo 2015 PalaFabris, Padova            | Padova             | 1 - 3 | BluVolley Verona  | 25-23, 15-25, 23-25, 21-25        |
| 22ª giornata - 8 marzo 2015 PalaGalassi, Forlì             | Porto Robur Costa  | 3 - 0 | Padova            | 25-23, 26-24, 25-22               |
| 24ª giornata - 22 marzo 2015 PalaBanca, Piacenza           | Piacenza           | 1 - 3 | Padova            | 19-25, 18-25, 25-15, 29-31        |
| 25ª giornata - 29 marzo 2015 PalaFabris, Padova            | Padova             | 0 - 3 | Top Volley Latina | 24-26, 19-25, 20-25               |
| 26ª giornata - 5 aprile 2015 Palazzetto dello Sport, Monza | Milano             | 3 - 0 | Padova            | 25-23, 25-18, 25-22               |

## Statistiche

### Statistiche di squadra
| Competizione | Punti | In casa | In casa | In casa | In trasferta | In trasferta | In trasferta | Totale | Totale | Totale |
| Competizione | Punti | G       | V       | P       | G            | V            | P            | G      | V      | P      |
| ------------ | ----- | ------- | ------- | ------- | ------------ | ------------ | ------------ | ------ | ------ | ------ |
| Superlega    | 23    | 12      | 3       | 9       | 12           | 2            | 10           | 24     | 5      | 19     |
| Totale       | -     | 12      | 3       | 9       | 12           | 2            | 10           | 24     | 5      | 19     |

G = partite giocate; V = partite vinte; P = partite perse

### Statistiche dei giocatori
| Giocatore    | Superlega | Superlega | Superlega | Superlega | Superlega | Totale | Totale | Totale | Totale | Totale |
| Giocatore    | P         | PT        | AV        | MV        | BV        | P      | PT     | AV     | MV     | BV     |
| ------------ | --------- | --------- | --------- | --------- | --------- | ------ | ------ | ------ | ------ | ------ |
| A. Aguillard | 16        | 61        | 36        | 20        | 5         | 16     | 61     | 36     | 20     | 5      |
| F. Balaso    | 24        | -         | -         | -         | -         | 24     | -      | -      | -      | -      |
| L. Beccaro   | 6         | 0         | 0         | 0         | 0         | 6      | 0      | 0      | 0      | 0      |
| A. Garghella | 24        | 16        | 16        | 0         | 0         | 24     | 16     | 16     | 0      | 0      |
| S. Giannotti | 24        | 381       | 322       | 27        | 32        | 24     | 381    | 322    | 27     | 32     |
| S. Gozzo     | 17        | 18        | 15        | 3         | 0         | 17     | 18     | 15     | 3      | 0      |
| A. Mattei    | 24        | 154       | 96        | 43        | 15        | 24     | 154    | 96     | 43     | 15     |
| S. Milan     | 16        | 31        | 25        | 5         | 1         | 16     | 31     | 25     | 5      | 1      |
| S. Orduna    | 24        | 59        | 33        | 17        | 9         | 24     | 59     | 33     | 17     | 9      |
| G. Quiroga   | 24        | 284       | 243       | 18        | 23        | 24     | 284    | 243    | 18     | 23     |
| M. Rosso     | 19        | 251       | 223       | 17        | 11        | 19     | 251    | 223    | 17     | 11     |
| M. Vianello  | 2         | 0         | 0         | 0         | 0         | 2      | 0      | 0      | 0      | 0      |
| M. Volpato   | 24        | 131       | 89        | 35        | 7         | 24     | 131    | 89     | 35     | 7      |

P = presenze; PT = punti totali; AV = attacchi vincenti; MV = muri vincenti; BV = battute vincenti